# Paulette Angel Rosenberg
Pour les articles homonymes, voir Rosenberg.
Paulette Angel, née Paulette Perle Rosenberg, le 14 octobre 1927 à Metz (France), est une survivante de la Shoah engagée dans le témoignage sur les événements de la Seconde Guerre mondiale. Elle se rend régulièrement dans les écoles et institutions suisses pour transmettre ses souvenirs aux jeunes générations.

## Biographie
Née à Metz en France, elle y vit avec ses parents, son frère et ses trois sœurs. 

### Seconde Guerre mondiale
Mai 1940, date à laquelle la famille fuit l'occupation nazie vers la Charente puis Angoulême. 

#### Arrestation
En septembre 1942, en essayant de franchir la ligne de démarcation pour se rendre en zone libre avec sa sœur Sophie, Paulette est livrée par ses passeurs aux Allemands. Les deux adolescentes sont emprisonnées à Allemans près de Limoges puis au Château-prison de La Rochefoucauld du 20 septembre au 1er octobre 1942, ensuite à la prison d'Angoulême du 1er au 8 octobre 1942, et au camp d'internement français de Poitiers, dit Camp de la route de Limoges, du 8 octobre au 3 novembre 1942 .

#### Drancy
De là, les deux sœurs sont transportées et internées dans le camp de Drancy, antichambre d'Auschwitz. Elles seront administrativement libérées (Paulette d'abord le 12 décembre, puis sa sœur Sophie le 31 décembre 1942), grâce à l'aide de leur ancien chef scout et ami, le rabbin Élie Bloch, ancien rabbin de la jeunesse de Metz, devenu aumônier des évacués et des réfugiés. Mais elles restent internées, cette fois dans une maison de l'UGIF (à l'Asile Lamarck, pour enfants français de moins de 17 ans. Elles y resteront jusqu'au 6 février 1943 puis attendront jusqu'au 15 février leur libération complète à l'Asile Vauquelin, autre foyer de l'UGIF. 

#### Angoulême
Accompagnées par le rabbin Élie Bloch, elles rejoignent leur famille à Angoulême. Les Rosenberg fuient et s'installent en zone libre, à Sassenage près de Grenoble (Isère, où toute la famille, à sa manière, fait partie de la résistance jusqu'à la fin de la guerre.

#### Père fusillé
Le 21 juillet 1944, son père, Moïse (Moshé Wolf) Rosenberg, est dénoncé, arrêté, torturé et fusillé par les nazis à Fontaine (Isère). Né le 19 septembre 1899 à Będzin en Pologne, il a 44 ans. Il ne parle pas sous la torture et sauve sa famille ainsi que de nombreux résistants. Il est « mort pour la France », trois semaines seulement avant la libération de Sassenage. Ses enfants seront pupilles de la nation,.

#### Après la guerre
En 1945, la famille s’installe à Grenoble. À l’occasion de la fête de Pourim, l’Union de la jeunesse juive de France (UJJF) monte Esther de Racine, au théâtre de Grenoble. Paulette interprète le rôle d’Esther, sa sœur Sophie jouant Elise. Leur ami Alex Herzkowici est Assuérus. Face à eux, Charles Denner (résistant FTP comme Sophie et futur acteur de théâtre et de cinéma) interprète Mardochée.
Après la guerre, Paulette Rosenberg rentre à Metz avec sa mère, ses sœurs et son frère. En 1953, elle épouse Heini Angel et s'installe à Lausanne où ils ont deux enfants, Daniel et Nadine. La famille vit à Genève, depuis février 1978. Paulette Angel Rosenberg est veuve depuis 2000.

## Œuvres
En  2004, Paulette Angel Rosenberg a écrit Le Tournesol, une œuvre autobiographique et historique qu'elle a dédiée à la mémoire de Ruth Fayon, rescapée de la Shoah, et à ses propres enfants et petits-enfants, à ses sœurs Régine et Sophie. Les événements décrits dans l’œuvre commencent en septembre 1939 et se terminent en septembre 1945.

## Activités de témoignage
Le leitmotiv de l'activité de témoignage de Paulette Angel Rosenberg est de « Parler pour ceux qui ne peuvent plus le faire ou qui n’ont pas pu », en racontant son histoire aux jeunes et aux écoliers de Genève en Suisse.
En 2014, Paulette Angel Rosenberg s'est jointe à la séance préparatoire de la CICAD au Campus des Nations à Genève.
En janvier 2015, elle a été interviewée dans une émission de la chaîne de télévision suisse romande Léman bleu. 
Le 27 janvier 2016, elle a témoigné aux Nations unies de Genève, à l'occasion de la Journée de la mémoire
Toujours en 2016, la voix de Paulette Angel Rosenberg racontant son expérience est intégrée dans les représentations de l'Opéra-théâtre Brundibár dans la salle communale de Chêne-Bougeries (canton de Genève, Suisse).